# Max Kühn

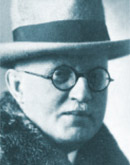
Max Kühn (1877–1944)

Max Kühn (* 8. Oktober 1877 in Trautenau; † 14. Juni 1944 in Reichenberg) war ein deutsch-böhmischer Architekt und Professor an der Staatsgewerbeschule in Reichenberg.

## Leben und Werke

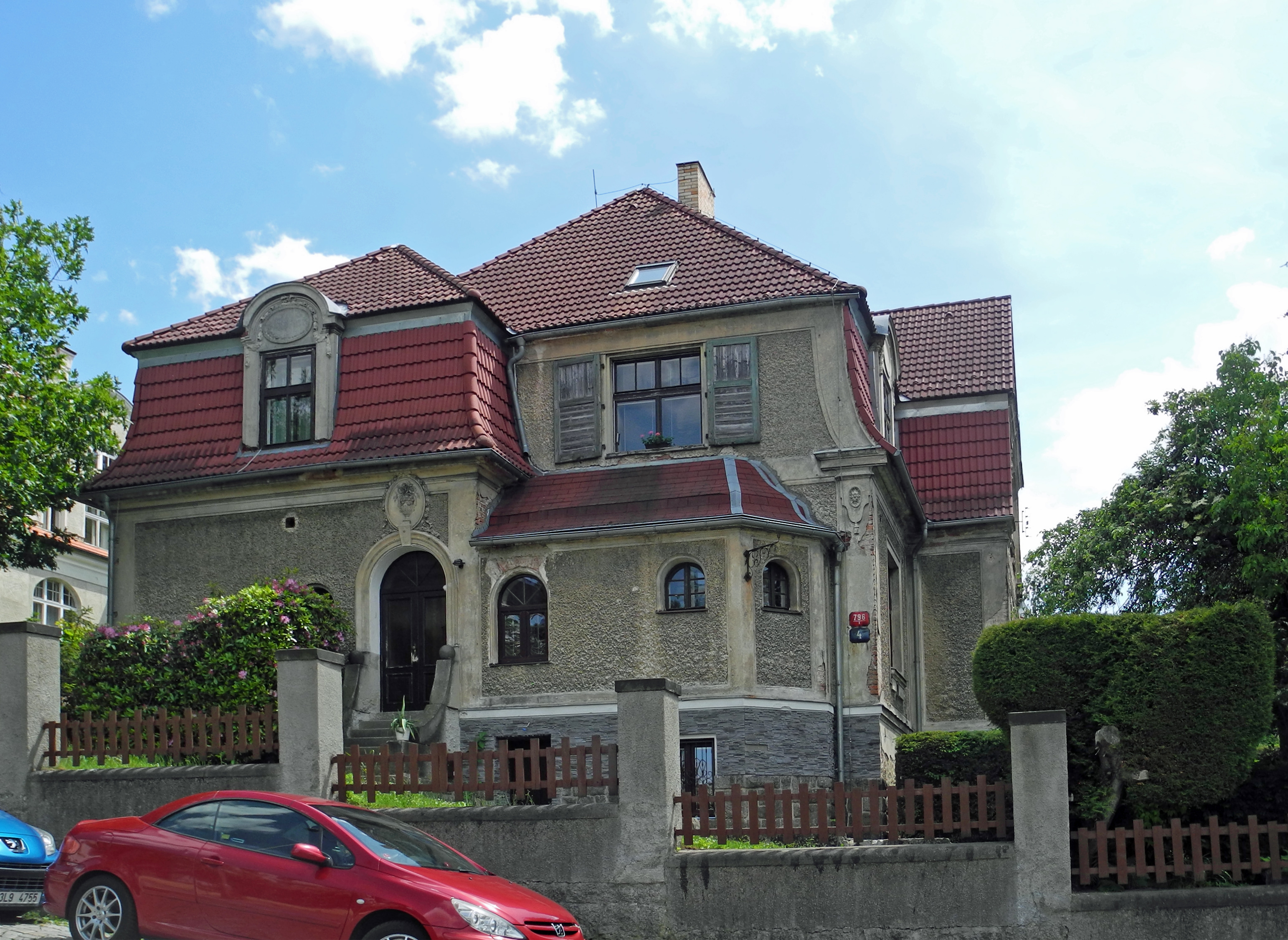
Ehem. Wohnhaus von Max Kühn

Sein Vater war der Trautenauer Baumeister Konrad Kühn. Er studierte ab 1894 Architektur an der Technischen Hochschule Wien und schloss das Studium 1898 am Institut für Altchristliche und Mittelalterliche Architektur bei Max von Ferstel ab und wurde danach Assistent in dessen Atelier. Danach kam er nach Reichenberg und war von 1903 bis 1927 Professor an der Staatsgewerbeschule in Reichenberg, der heutigen Fachschule für Bauingenieurwesen Reichenberg (Střední průmyslová škola stavební Liberec).
Von 1904 bis 1914 betrieb er zusammen mit Heinrich Fanta (1871–1941) das gemeinsame Architekturbüro Kühn & Fanta in Reichenberg.
Als Vertreter des Heimatstils entwarfen und bauten sie gemeinsam eine Reihe von Gebäuden in Reichenberg und Umgebung.
Während des Ersten Weltkriegs war er Artillerieoffizier. Danach unterrichtete er wieder an der Bauingenieurschule in Liberec.
Er war Mitglied verschiedener Vereine und Verbände, z. B. im Verein Deutscher Ingenieure (VDI) und im Verband der Bauingenieure sowie im Österreichischen Ingenieur- und Architekten-Verein (ÖIAV).
Er hielt zahlreiche Vorträge, z. B. im Nordböhmischen Museum über Kunstgeschichte, und war auch Berater im Reichenberger Rathaus. Seine Karriere als Fachschullehrer beendete er 1927 auf eigenen Wunsch aus gesundheitlichen Gründen.
Er war verheiratet, hatte drei Töchter und wohnte in der Villa in Reichenberg, Hamerlingstr. 4 (jetzt Liberec, Vrbova 796/4). Er starb am 14. Juni 1944 in Reichenberg.

## Bauten (Auswahl)

### Bauten in Liberec
- 1904/05: Mitarbeit bei der Villa Dr. Konrad Perutz in Liberec, Klostermannova 766/11
- 1906–1907: Wallfahrtskirche Unserer Lieben Frau „U Obrázku“ (Beim Bilde) in Liberec-Ruprechtice, Horská (mit Heinrich Fanta), unter Denkmalschutz ÚSKP-Nr. 22323/5-4171.[7][8]
- 1906: Gestaltung der heutigen Vítězná-Straße in Liberec
- 1906: Temporäre Bauten für die Deutschböhmische Ausstellung 1906 in Reichenberg (Pavillon der Brauerei Medinger & Co. und der Brauerei Trautenau sowie Denkmal für Kaiser Joseph II. in Teplitz) (mit Heinrich Fanta)[9]
- 1907/08: Villa Max Kühn in Liberec, Vrbova 796/4[10][11][12]
- 1908–1910: Angestelltenhäuser im Areal von Theodor Liebieg im Josephinental[13]
- 1908–1911: Gebäudekomplex für die Firma Johann Liebieg & Co. in Liberec-Perštýn, Gebäude der ersten Weberei (Blaupunkt) und zweiten Weberei, Mlýnská 2/Klicperova 1 (mit Heinrich Fanta); später Firma Textilana[14]
- 1908–1910: Kirche und Pfarrhaus St. Antonius von Padua in Liberec-Ruprechtice, Markova 299/4 (mit Heinrich Fanta), unter Denkmalschutz ÚSKP-Nr. 44117/5-5597[15]
- 1910/11: Villa Emil Tausche in Liberec, Vrbova 861/6 (mit Heinrich Fanta)[16]
- 1909–1911: Kapuzinerhospiz und Jubiläumskirche St. Maria-Magdalena (zum 60-jährigen Regierungsjubiläum von Kaiser Franz Joseph I.) in Liberec-Jeřáb, Jungmannova 333/23 (mit Heinrich Fanta), unter Denkmalschutz ÚSKP-Nr. 41331/5-4154[17]
- 1910: Erweiterung der Werkstätten am Haus Josef Knobloch in Liberec, Železná Nr. 249/12 – Frýdlantská (mit Heinrich Fanta)
- um 1912: Verwaltungsgebäude der Kofferfabrik J. Ginzkey in Liberec-Vratislavice nad Nisou, Tanvaldská 345 (mit Heinrich Fanta)
- 1911–1913: Böhmische Escompte-Bank (im Gebäude befindet sich heute die ČSOB-Bank) in Liberec-Jeřáb, 1. máje 79/18 (mit Heinrich Fanta)[18]
- 1922: Wohnhaus der Reichenberger Bank in Liberec-Kristiánov, Humpolecká 159/5[19]
- 1923: Umbau des Geschäftshauses Wilhelm von Stiepel in Liberec-Kristiánov, 8. března 15/6
- 1923/24: Mietshäuser in Liberec-Kristiánov, Fučíkova 174/9a und 175/9
- 1925: Mietshäuser in Liberec-Nové Město, Dobrovského 433/5 und 434/7
- 1925: Villa Ph. G. Vollert in Liberec-Kristiánov, Husova 185/68[20]
- 1927: Umbau des Wohnhauses Hugo Siegmund in Liberec-Kristiánov, nám. Českých bratří 31/8
- 1928/29: Institutsgebäude in Liberec, Čížkova 1034/3 (jetzt Haus B der Technischen Universität Liberec)
- 1927–1929: Gebäude der Adria-Versicherung (Palác Riunione Adriatica di Sicurtà) mit Kino in Liberec-Kristiánov, Rumunská 102/7 / Boženy Němcové 102/22, unter Denkmalschutz ÚSKP-Nr. 43958/5-5242[21]
- 1928/29: Verwaltungsgebäude der Firma Teerfarben AG Liberec/Reichenberg (Tefa) in Liberec-Jeřáb, U Nisy 745/6
- 1929–1934: Erweiterung der Schule Na Jeřábu einschl. Turnhallen in Liberec-Jeřáb, Na Bojišti 759/15 und 722/16
- 1931/32: Fabrikantenvilla Lenhart, Bendlova 1133/19[22]
- 1931–1934: Turnhalle mit Bädern in Liberec-Jeřáb, Beskydská 779/1[23]
- 1937: Innenräume und Fassade eines Wohnhauses in Liberec-Jeřáb, Matoušova 453/21
- 1937: Villa Josef Pilz in Liberec-Ruprechtice, Purkyňova 547/14[24]
- 1938/39: Mietshäuser in Liberec Nr. 1192–1194, Masarykova 7/U Obchodní komory 2, U Obchodní komory 4 und Gorkého 2 / U Obchodní komory 8

### Bauten außerhalb von Liberec
- vor 1906: Villa Willy von Klinger in Neustadt an der Tafelfichte (Nové Město pod Smrkem) (mit Heinrich Fanta und H. Aichinger), abgerissen
- um 1906: Gruftkapelle der Familie Johann Etrich in Trautenau (Trutnov), Husitská (mit Heinrich Fanta)
- 1907/08: Villa und Nebengebäude für den Fabrikanten Felix Czjzek, Edler von Smidaich (1879–1950) in Haindorf (Hejnice), Lázeňská 434–436 (mit Heinrich Fanta), Baumeister: Rudolf Hampel, jetzt Jugendheim, unter regionalem Denkmalschutz Nr. 731207[25]
- 1910: Sparkasse in Nové Město pod Smrkem
- 1910: Umbau des Schlosses Kleinskal für den Fabrikanten Wilhelm von Medinger (1878–1934), Malá Skála Nr. 211 (mit Heinrich Fanta), unter Denkmalschutz ÚSKP-Nr. 34499/5-72
- vor 1914: Siedlung Gartenstadt in Trutnov, Zahradní Město (mit Heinrich Fanta)
- 1914: Villa Oesterreicher in Arnau (Hostinné), Hostivínská 414
- 1912–1914: Gebäude der Bezirksverwaltung (Bezirksamt) in Trutnov, Pražská 169 (mit Heinrich Fanta)
- 1919/20: Villa Josef Wolf in Starkstadt (Stárkov) Nr. 182[26][27]
- 1925: Kaufhaus in Hostinné
- 1927–1929: Mädchen- und Bürgerschule in Trutnov, Maxima Gorkého 38, jetzt Schule ZŠ kpt. Jaroše, unter Denkmalschutz ÚSKP-Nr. 29511/6-5329
- 1928: Sparkasse in Friedland (Frýdlant), nám. T. G. Masaryka 103
- 1924: Böhmische Escomptebank in Gablonz (Jablonec nad Nisou), Podhorská 571/12, unter Denkmalschutz ÚSKP-Nr. 43860/5-5139[28][29]
- 1930: Villa Karl Gregor in Jablonec nad Nisou, Skřivánčí 2875/11

### Entwürfe
- 1898/99: Entwurf für das Krematorium in Wien (mit R. Hartinger)
- 1902: Entwurf eines Jugendstilhauses in Wien
- 1906: Entwurf zur Kreuzinger-Bibliothek in Eger (Cheb), Obrněné brigády 595/1 (mit Heinrich Fanta)
- vor 1910: Entwurf für eine Galerie in Reichenberg (mit Heinrich Fanta)
- vor 1910: Entwurf für eine Realschule in Kufstein (Tirol) (mit Heinrich Fanta)
- 1914: Entwurf für das Krematorium in Reichenberg (mit Heinrich Fanta)
- 1920/21: Entwurf zur Stross-Villa in Reichenberg, Husova

## Galerie seiner Bauten

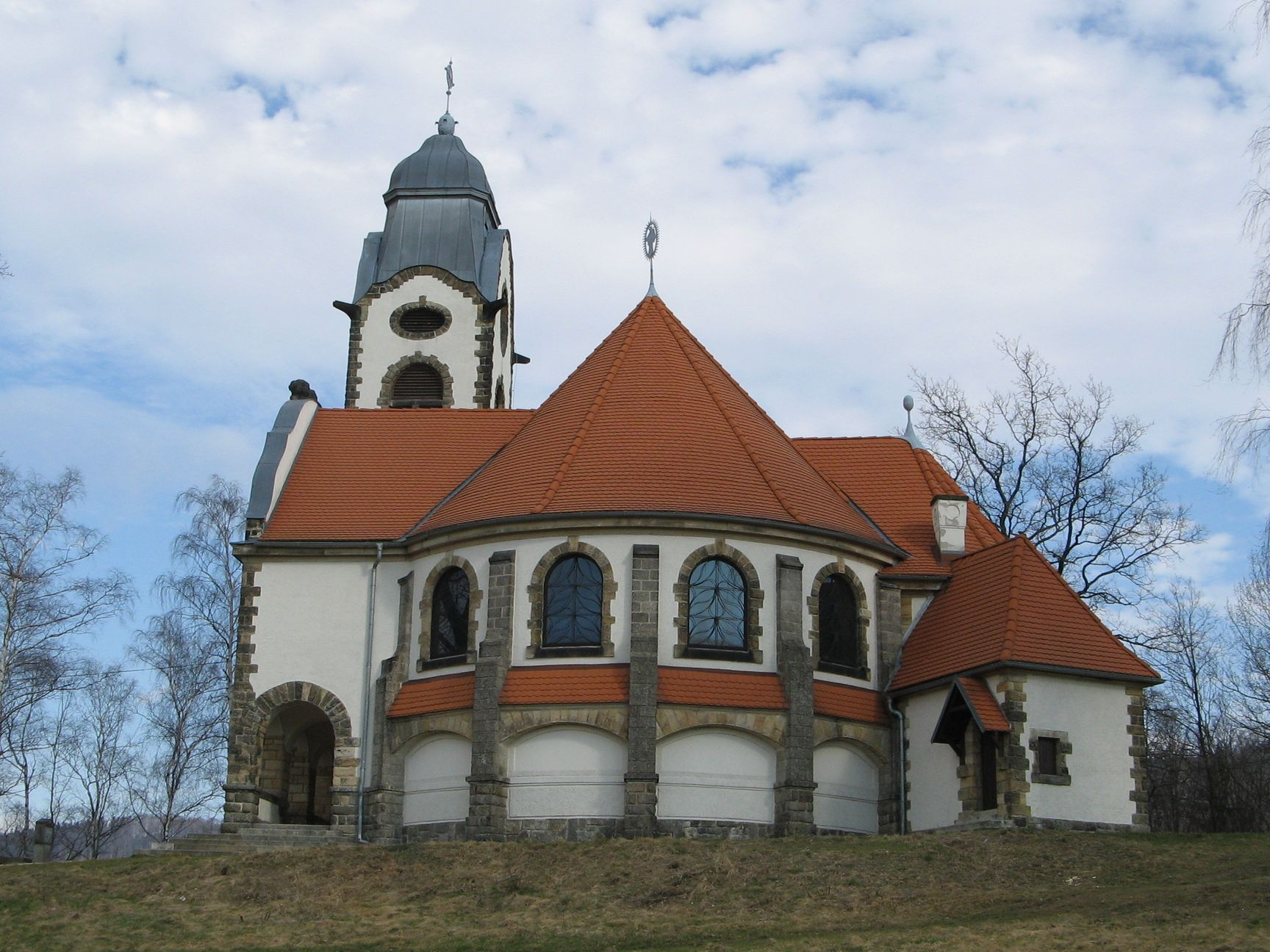
Marien-Wallfahrtskirche U Obrázku (Beim Bilde) in Liberec
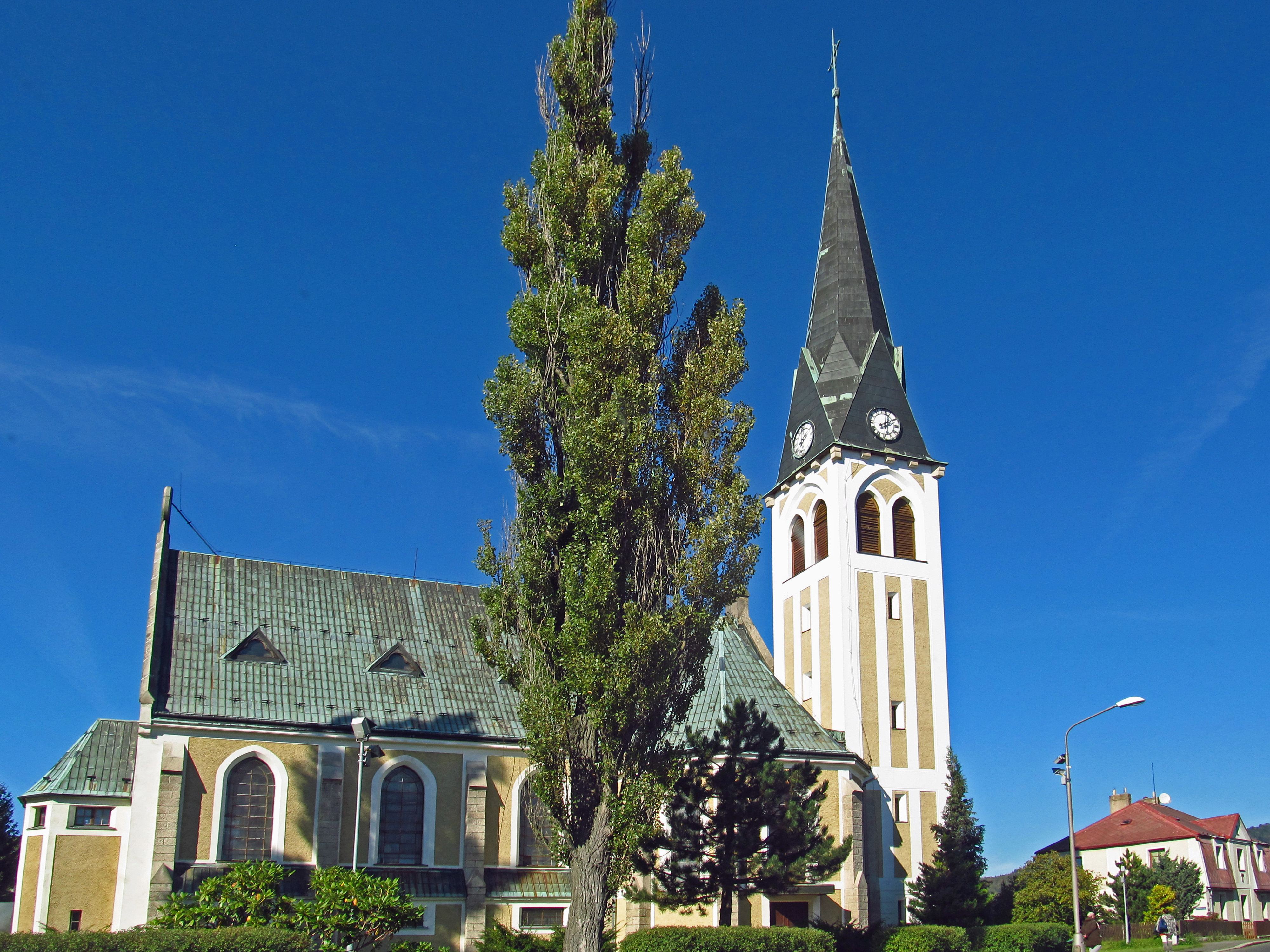
Kirche St. Antonius von Padua in Liberec
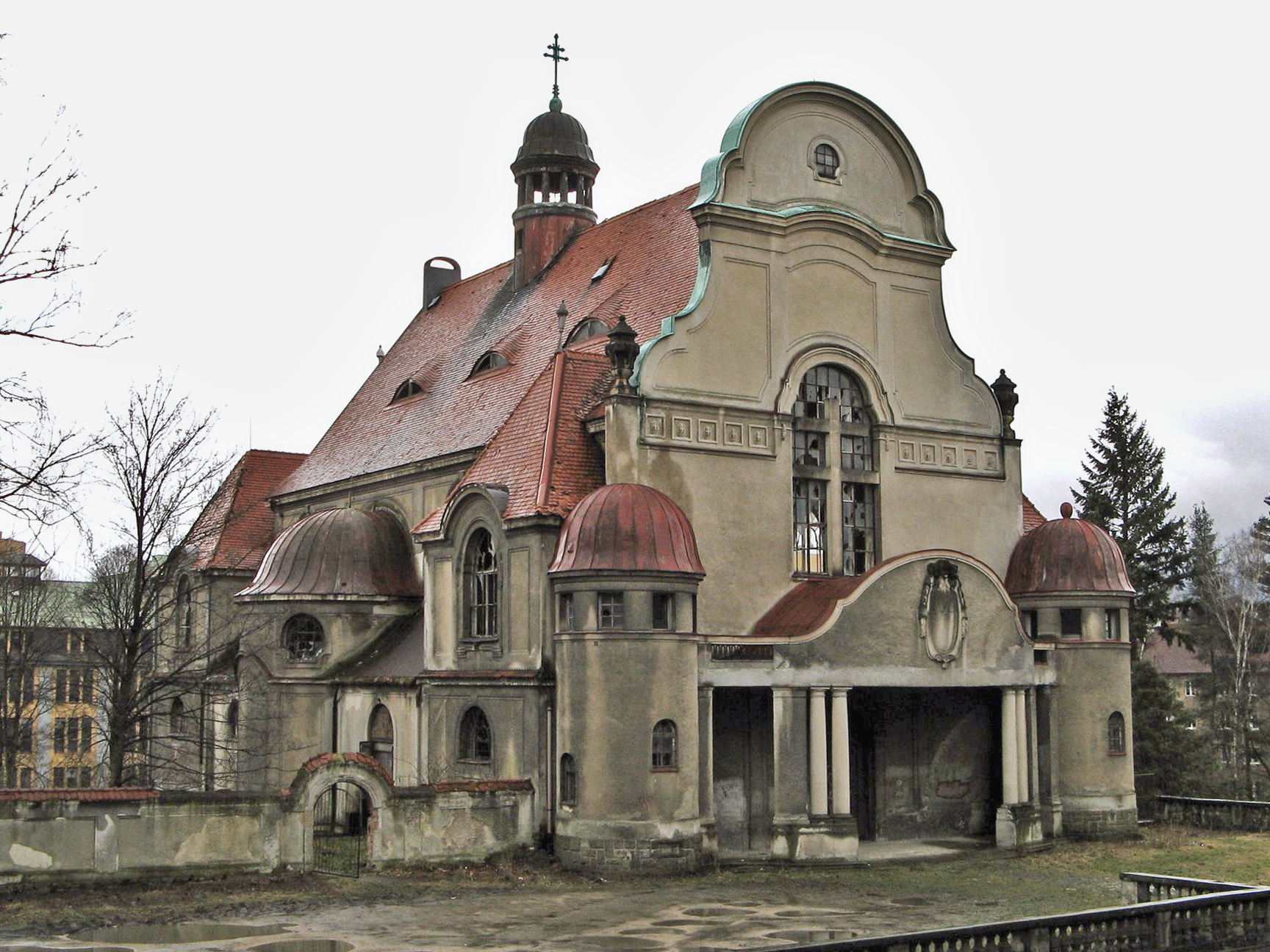
Maria-Magdalenen-Kirche in Liberec
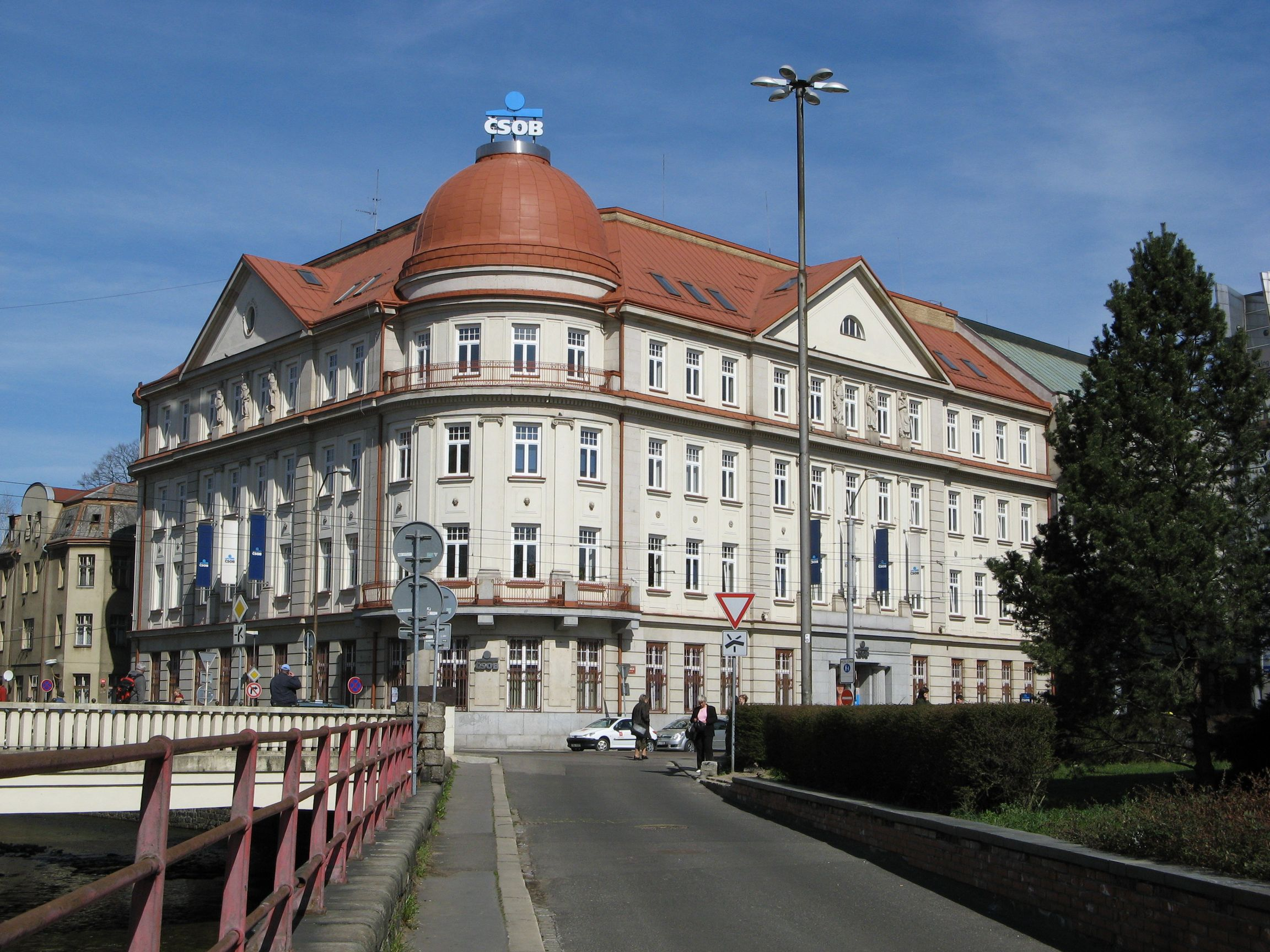
ČSOB-Bank in Liberec
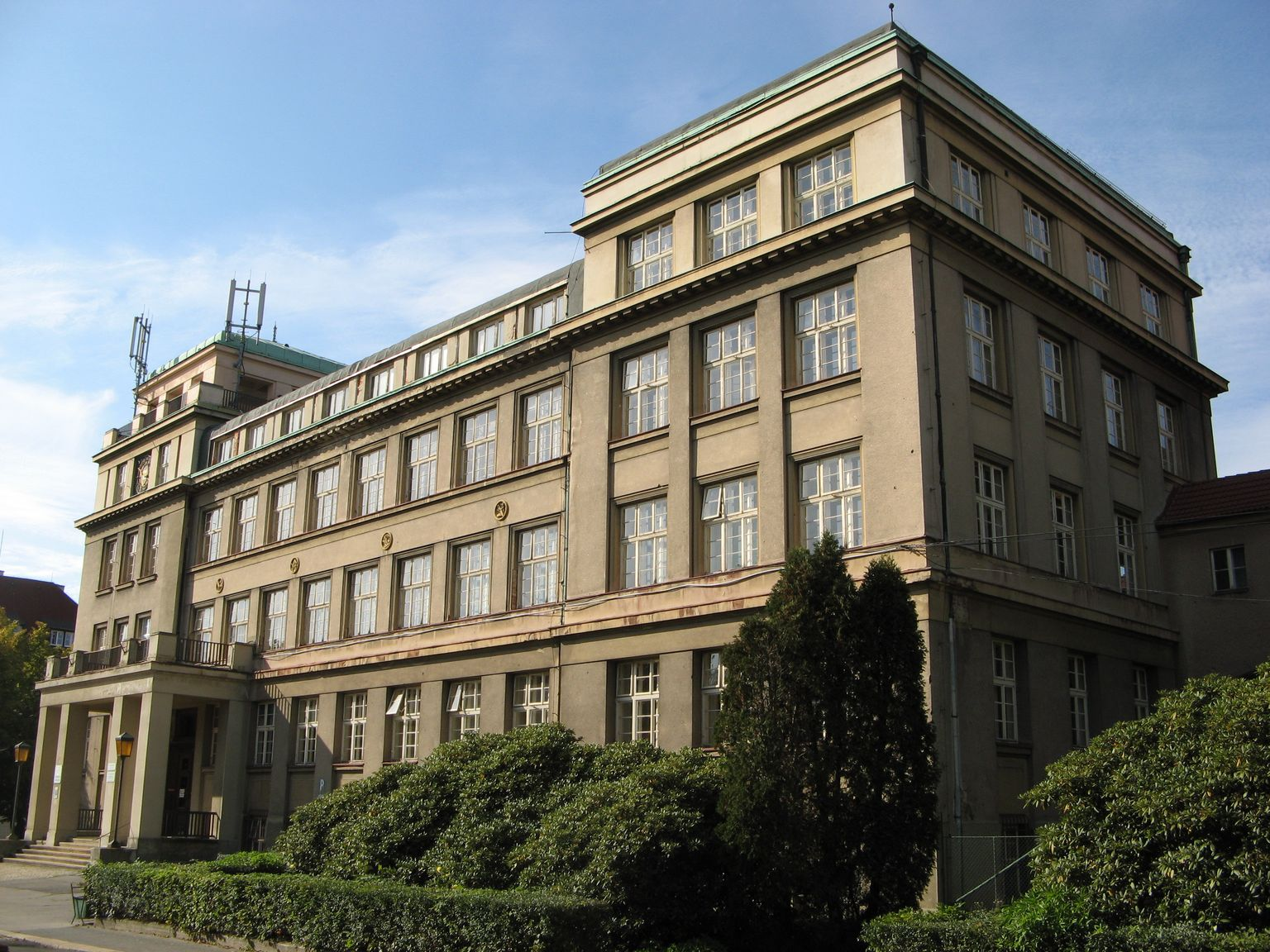
Haus B der Technischen Universität Liberec (TUL)
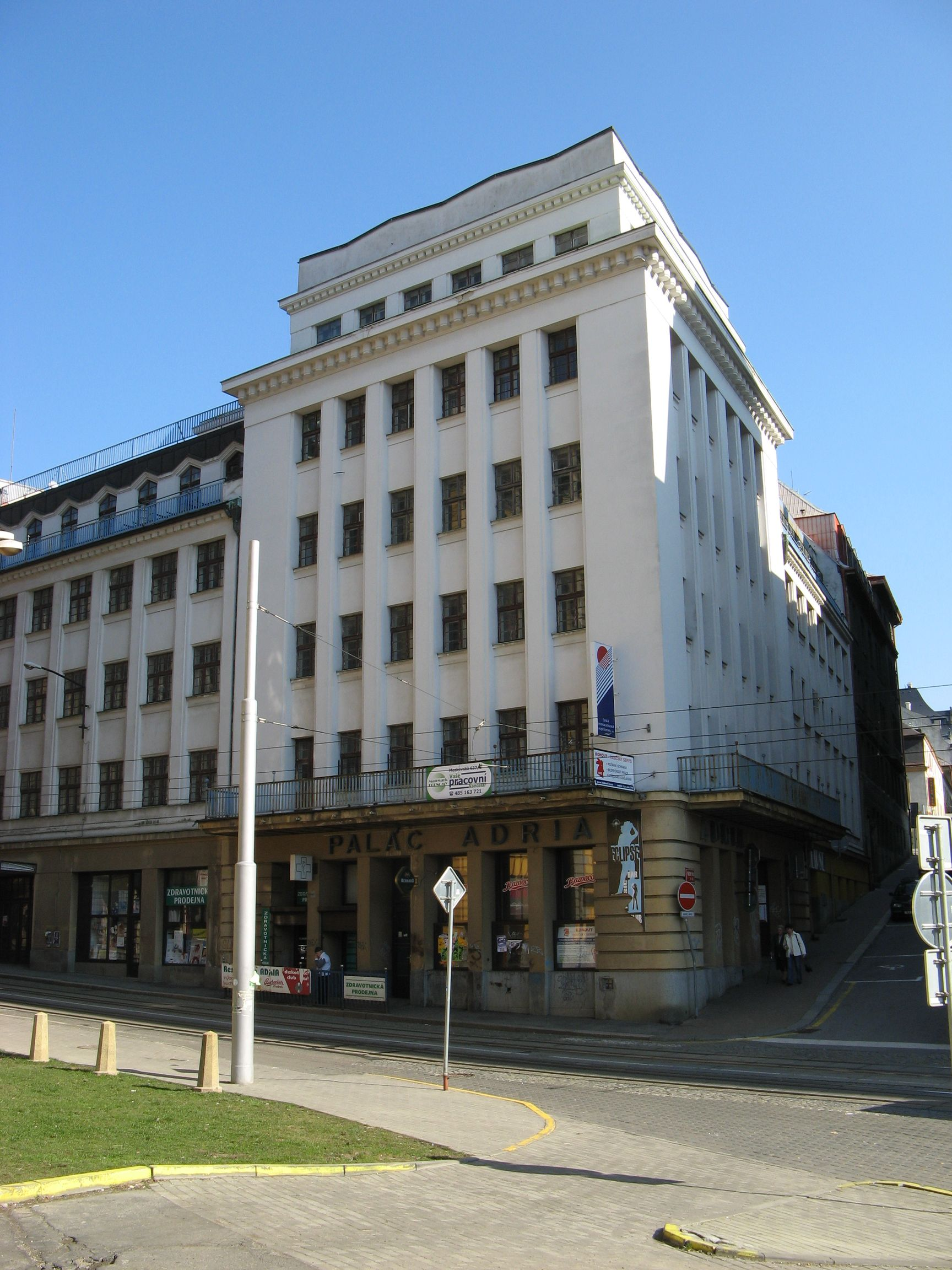
Palais der Adria-Versicherungsgesellschaft in Liberec
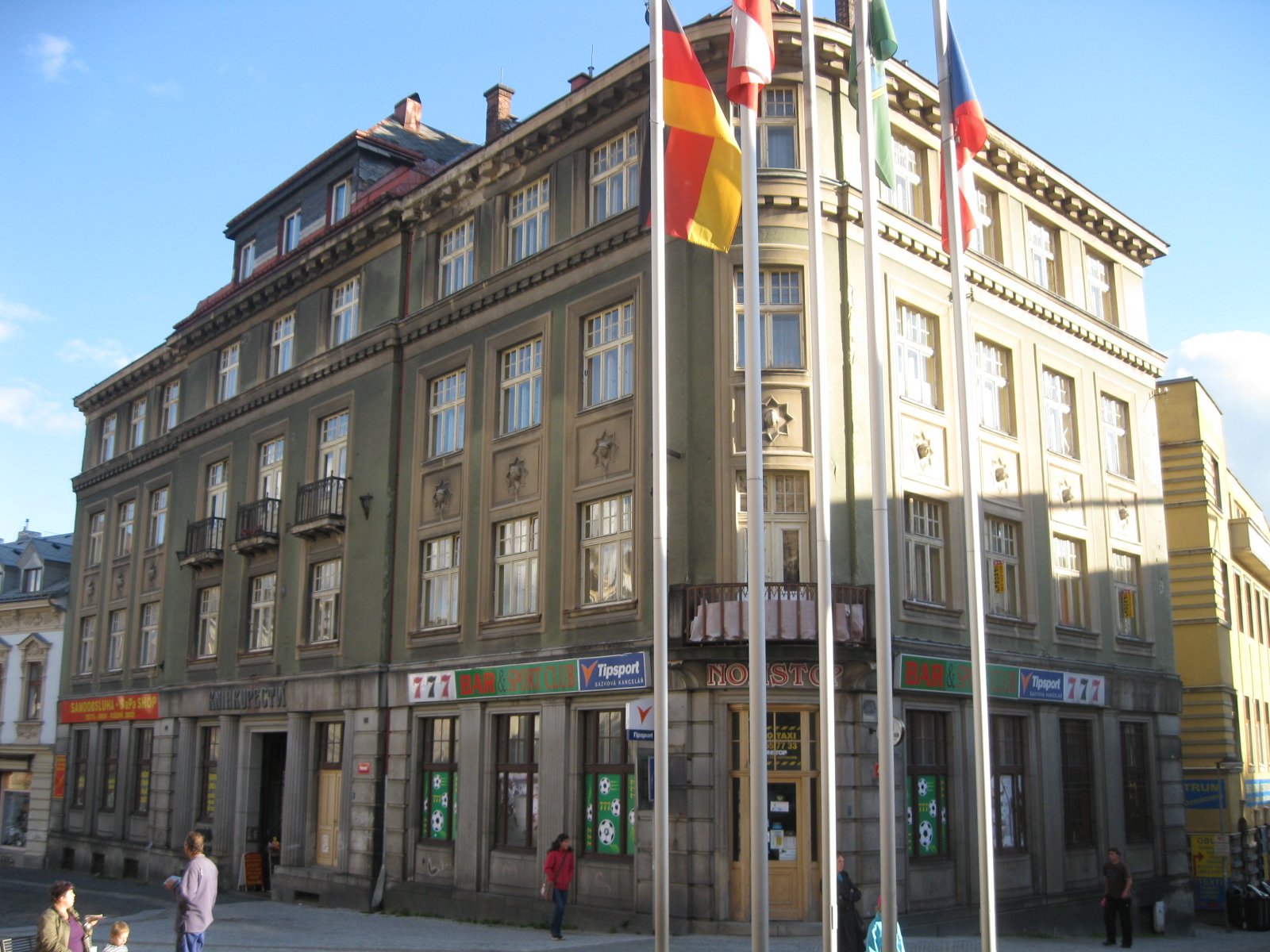
Ehem. Böhmische Escompte-Bank in Gablonz
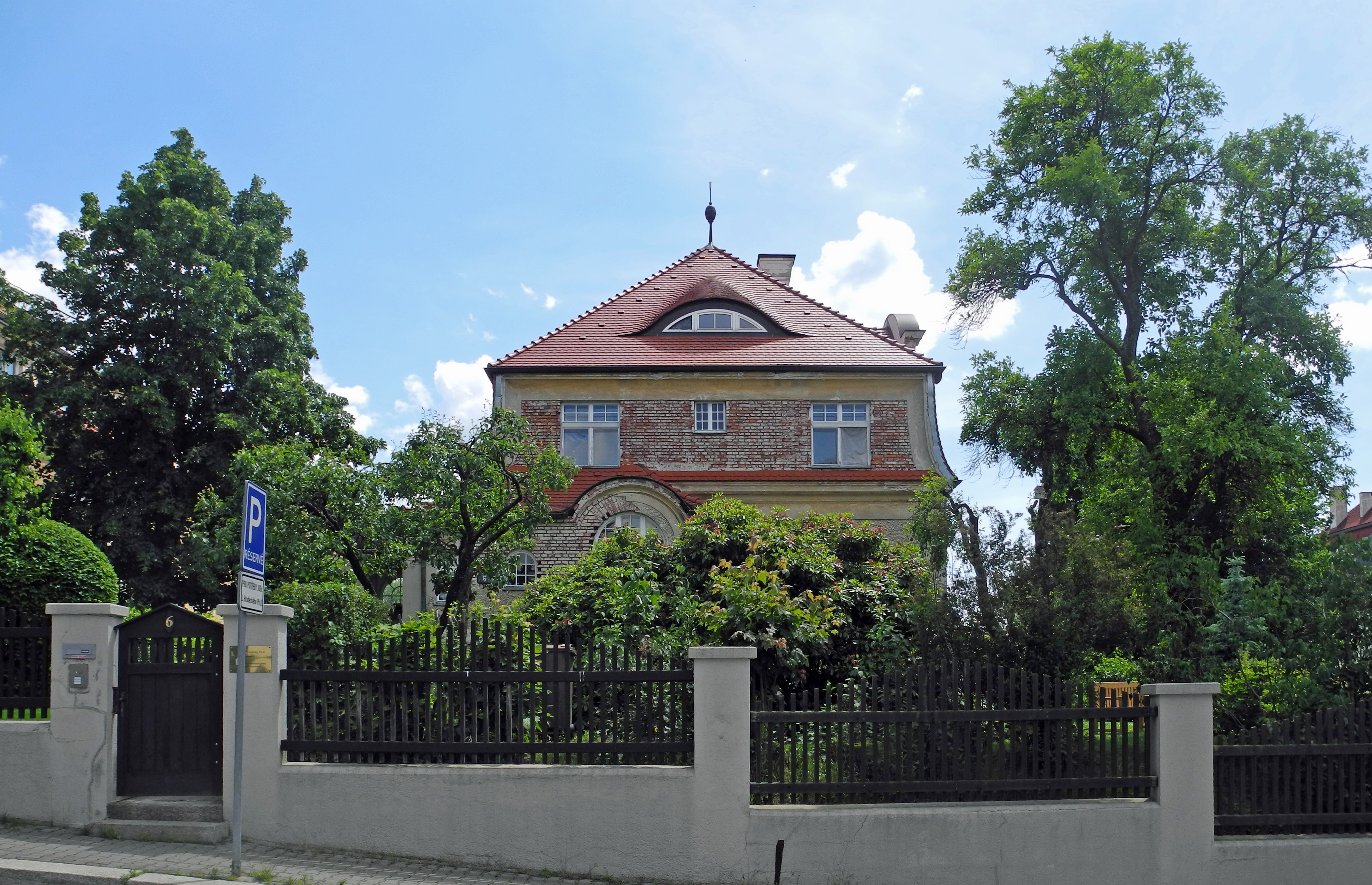
Villa Emil Tausche
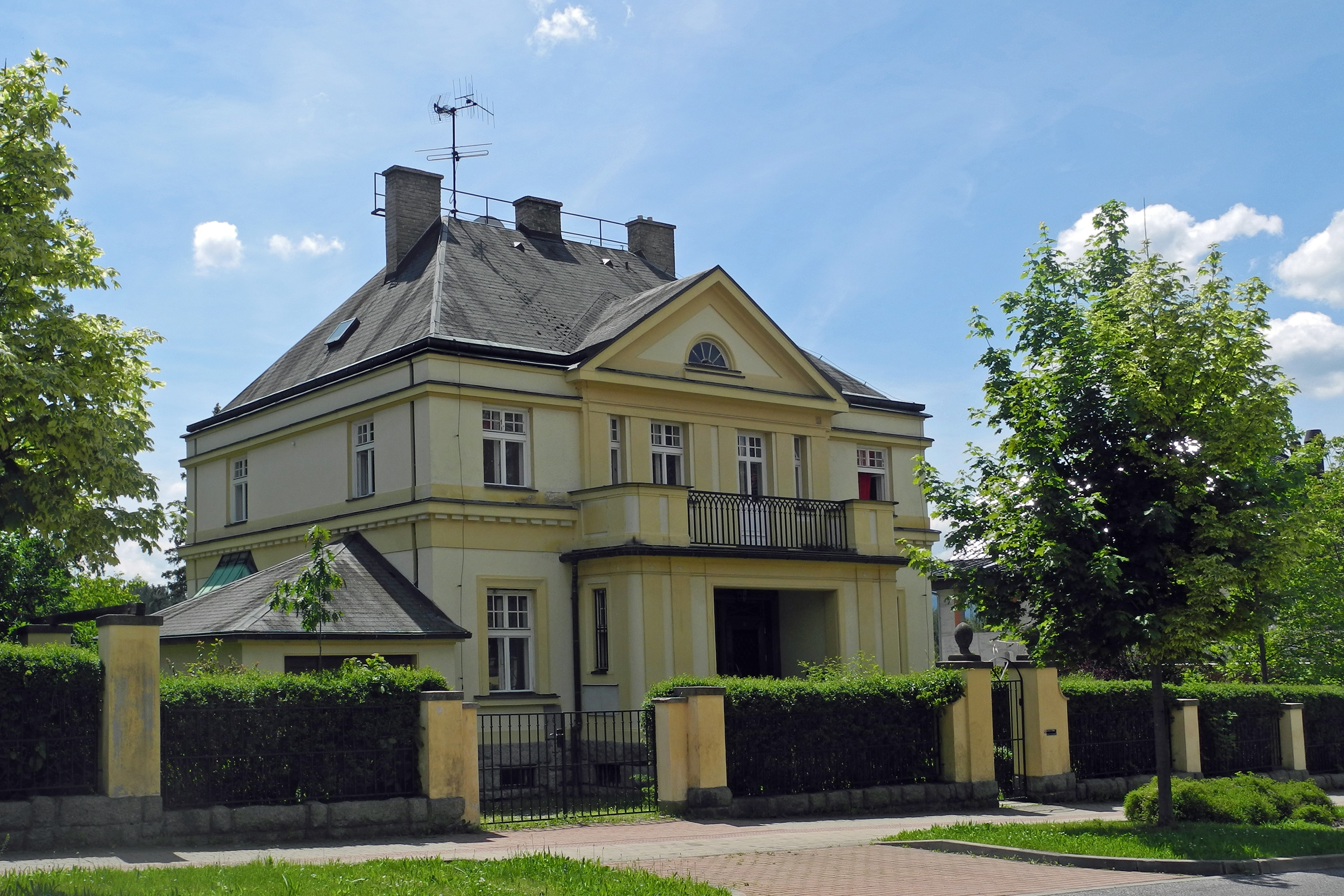
Villa Vollert
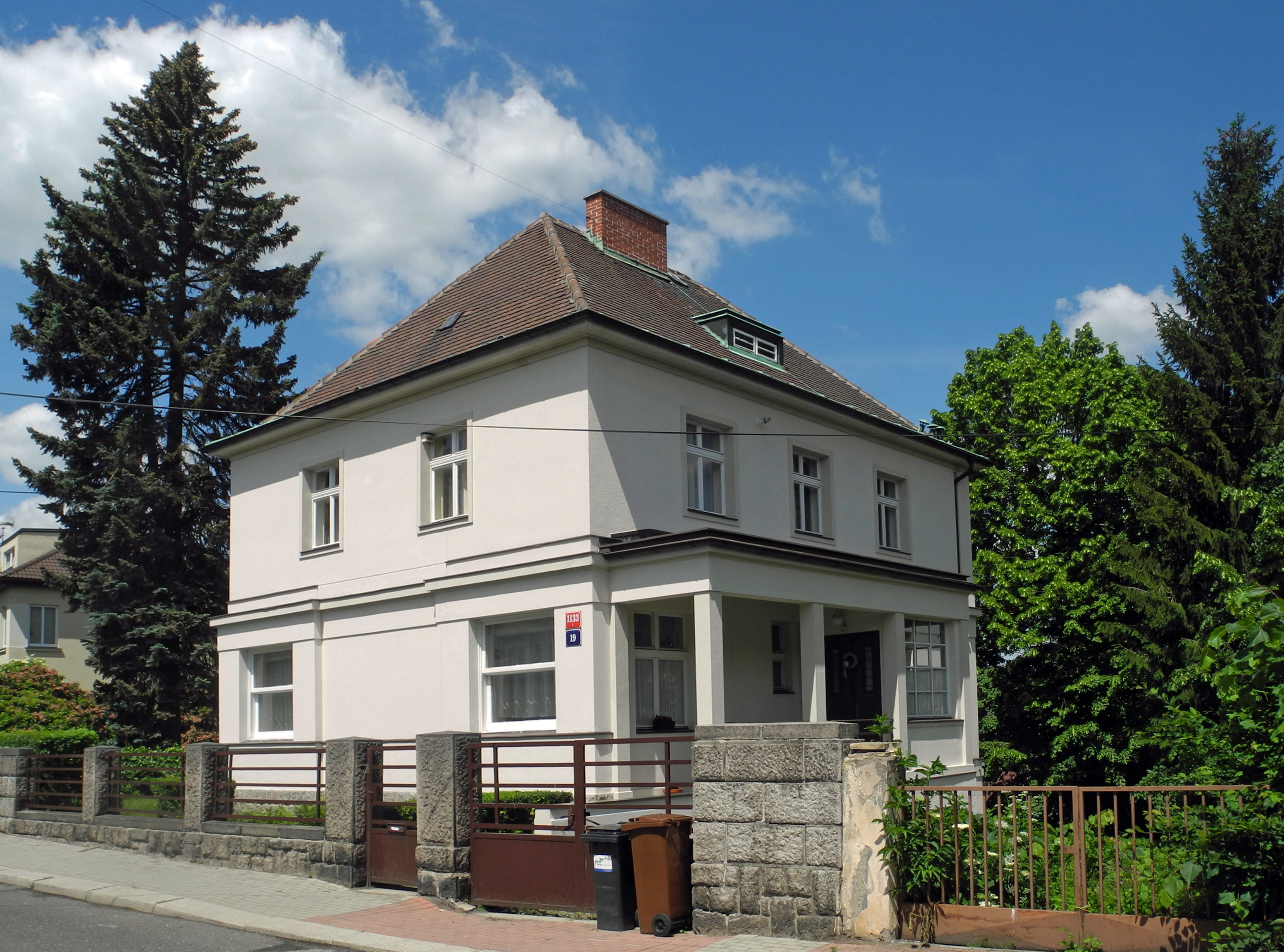
Villa Lenhart
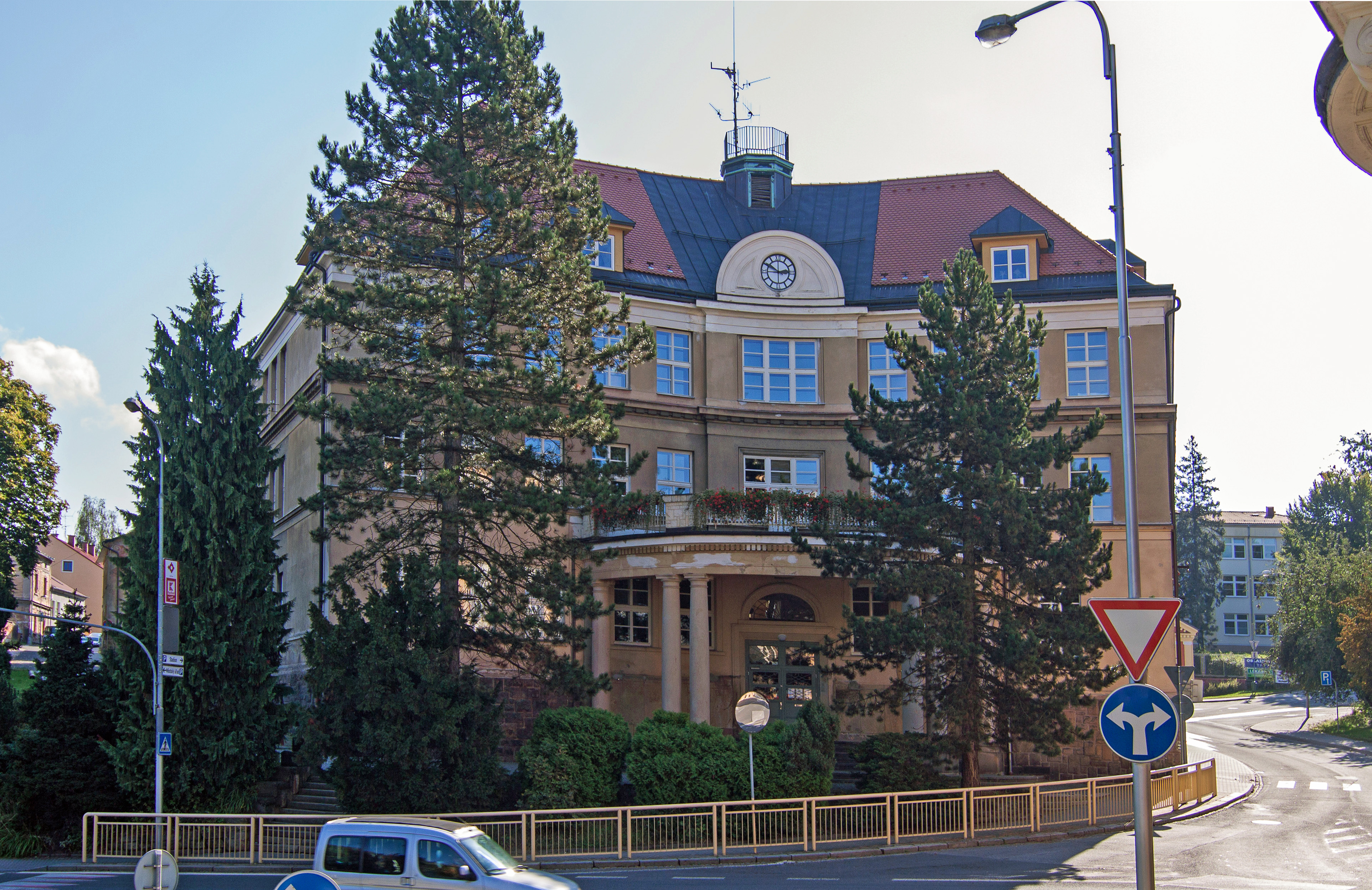
Schule in Trautenau
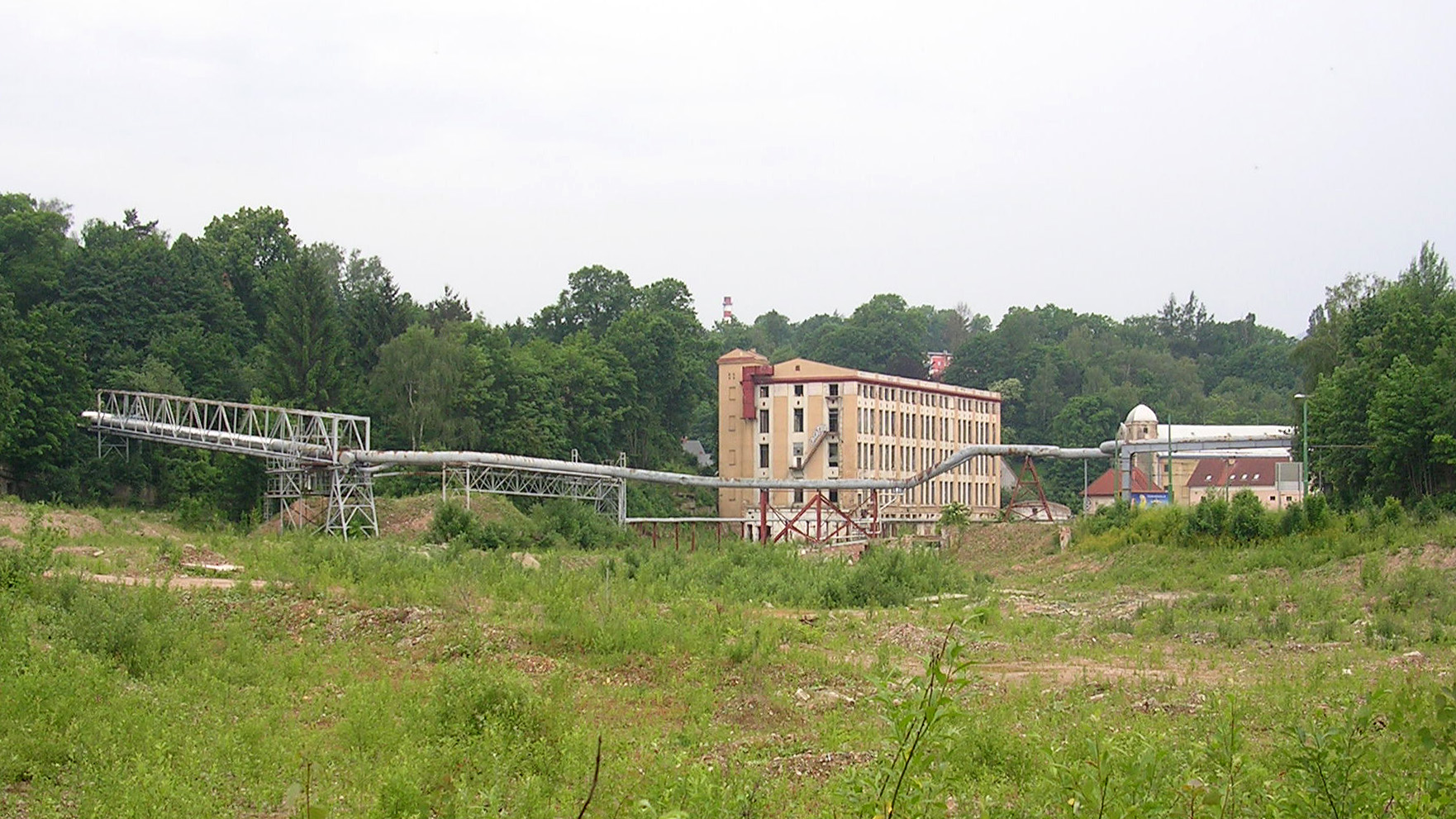
Ehem. Textilfabrik Johann Liebieg